# Hartmut Katz
Hartmut Katz (ur. 9 lipca 1943 w Stuttgarcie, zm. 26 września 1996 w Monachium) – niemiecki językoznawca uralista.

## Życiorys
Językoznawstwem zainteresował się Katz jeszcze w latach szkolnych, gdy w gimnazjum humanistycznym (1953–1962) w Landshut, a następnie w Monachium przechodził intensywny kurs łaciny i greki. Toteż początkowo studiował filologię klasyczną na Uniwersytecie Ludwika i Maksymiliana w Monachium oraz Uniwersytecie Albrechta i Ludwika we Fryburgu, ale już po roku zdecydował się przejść na studia indoeuropeistyki jako kierunku głównego oraz indologii i hetytologii jako kierunków pobocznych.
W 1965 wyjechał prywatnie na miesiąc do Dublina, aby tam kształcić się pod kierunkiem Ernsta Lewy'ego (1881–1966). Pod jego wpływem podjął po powrocie do Monachium – od roku 1966 – studia ugrofinistyki (por. paralelny fragment biografii Wolfganga Schlachtera), których część odbył też w Budapeszcie. Po ukończeniu studiów w 1971 przez jakiś czas nie mógł znaleźć zatrudnienia, aż w 1976 został asystentem w Instytucie Ugrofinistyki (Institut für Finnougristik) w Wiedniu, gdzie pozostał przez dwa lata. Habilitował się w 1986 w Monachium, po czym zarabiał na życie, podejmując czasowe wykłady na różnych uniwersytetach (Ratyzbona, Salzburg, Wiedeń, Kolonia), skąd jednak zawsze ostatecznie powracał do Monachium.
Największa i najważniejsza jego praca ukazała się drukiem dopiero po nagłej (choć poprzedzonej ciężką chorobą) śmierci: Studien zu den älteren indoiranischen Lehnwörtern in den uralischen Sprachen, ed. A. Widmer, P. Widmer, G. Klumpp (Heidelberg 2003, 354 str.). Na pozostałą część jego dorobku składa się zaledwie 79 tytułów, ale są to prace, które już za życia zyskały mu międzynarodową sławę. Szereg prac poświęcił językom samojedzkim (zwłaszcza selkupskiemu), które poznał jako samouk i które regularnie włączał także do swoich wykładów. Interesował go przede wszystkim aspekt historyczno-ewolucyjny w badaniach nad językami; etymologię nazywał wręcz „królewską dyscypliną” (Königsdisziplin), ale nie odrzucał także synchronii i nowszych kierunków badawczych (por. choćby temat jego pracy doktorskiej: Generative Phonologie und phonologische Sprachbünde des Ostjakischen und Samojedischen, Monachium 1975).
Śmierć Hartmuta Katza, w wieku zaledwie 53 lat, była wielkim zaskoczeniem i głęboko poruszyła społeczność językoznawców diachroników. Ten postawny, brodaty mężczyzna (Eugene Helimski, blisko zaprzyjaźniony z Katzem, napisał o nim we wspomnieniu: a bearded giant, resembling a geologist or a lumberjack from the Siberian taiga much more than a German professor), niechętny wszelkim badaniom terenowym, a szczerze przywiązany do swego biurka, wydawał się okazem zdrowia (jedynie w ostatnich miesiącach życia widać było po nim chorobę).

## Najważniejsze publikacje książkowe
- Generative Phonologie und phonologische Sprachbünde des Ostjakischen und Samojedischen, 1975
- Selkupische Quellen. Ein Lesebuch, 1979
- Selcupica III. Castréns nordselkupische Lieder, 1986
- Selcupica IV. Die Märchen in Grigorovskis „Azbuka”, 1988
- Studien zu den älteren indoiranischen Lehnwörtern in den uralischen Sprachen (wydanie pośmiertne), 2003
- Kleine Schriften (wydanie pośmiertne), 2007